# Liste des épisodes de Caïn

Cet article présente la liste des épisodes de la série télévisée française Caïn.

## Panorama des saisons
| Saison | Nombre d'épisodes | Horaire          | Diffusion en France | Diffusion en France | Audience (en millions) | Audience (en millions) | Audience (en millions) | Part d'audience (en %) | Part d'audience (en %) | Part d'audience (en %) |
| Saison | Nombre d'épisodes | Horaire          | Début de saison     | Fin de saison       | Première               | Finale                 | Moyenne                | Première               | Finale                 | Moyenne                |
| ------ | ----------------- | ---------------- | ------------------- | ------------------- | ---------------------- | ---------------------- | ---------------------- | ---------------------- | ---------------------- | ---------------------- |
| 1      | 8                 | Vendredi 20 h 55 | 5 octobre 2012      | 26 octobre 2012     | 3,56                   | 2,70                   | 3,00                   | 14,3                   | 11,7                   | 12,4                   |
| 2      | 8                 | Vendredi 20 h 55 | 21 mars 2014        | 11 avril 2014       | 3,56                   | 3,60                   | 3,58                   | 14,0                   | 15,3                   | 15,0                   |
| 3      | 8                 | Vendredi 20 h 55 | 3 avril 2015        | 24 avril 2015       | 3,80                   | 3,70                   | 3,65                   | 15,2                   | 16,2                   | 15,4                   |
| 4      | 10                | Vendredi 20 h 55 | 1er avril 2016      | 29 avril 2016       | 4,62                   | 3,92                   | 4,06                   | 18,7                   | 17,2                   | 17,6                   |
| 5      | 10                | Vendredi 20 h 55 | 17 mars 2017        | 14 avril 2017       | 3,92                   | 3,19                   | 3,60                   | 15,9                   | 13,7                   | 15,0                   |
| 6      | 10                | Vendredi 20 h 55 | 16 mars 2018        | 13 avril 2018       | 3,78                   | 3,55                   | 3,68                   | 15,8                   | 15,0                   | 15,5                   |
| 7      | 8                 | Vendredi 20 h 55 | 15 mars 2019        | 5 avril 2019        | 3,37                   | 3,06                   | 3,13                   | 15,4                   | 13,4                   | 13,8                   |
| 8      | 6                 | Vendredi 20 h 55 | 2020                |                     |                        |                        |                        |                        |                        |                        |

## Liste des épisodes

### Première saison (2012)
La saison est diffusée le vendredi du 5 au 26 octobre 2012.
1. Jalousie
2. Justices
3. Juge et partie
4. L'attaquant
5. Confusions
6. Dans la peau
7. Otages
8. Innocences

### Deuxième saison (2014)
La saison est diffusée le vendredi du 21 mars au 11 avril 2014.
1. Suicide
2. Ornella
3. Caïn et Abel : 1re partie
4. Caïn et Abel : 2e partie
5. L'île
6. Mauvais garçon
7. Duels
8. Dieu, Caïn etc...

### Troisième saison (2015)
La saison est diffusée le vendredi du 3 au 24 avril 2015.
1. Coupables
2. Réalités
3. Rumeurs
4. Miss Amore
5. Âme sœur
6. Bijoux de famille
7. Le fils de Caïn (Première partie)
8. Le fils de Caïn (Deuxième partie)

### Quatrième saison (2016)
La saison est diffusée le vendredi du 1er au 29 avril 2016.
1. Les prisonnières
2. Le crépuscule des idoles
3. Tout sur Lucie
4. Pour vivre heureux
5. Infiltrée : 1re partie
6. Infiltrée : 2e partie
7. Justice 2.0
8. L'étoile filante
9. Le grand saut
10. La traversée

### Cinquième saison (2017)
La saison est diffusée le vendredi du 17 mars au 14 avril 2017.
1. Une seconde avant la mort
2. Paradis perdu
3. L'info à tout prix
4. Récidive
5. Révision : 1re partie
6. Révision : 2e partie
7. Western
8. Obsession
9. La Peau de Caïn : 1re partie
10. La Peau de Caïn : 2e partie

### Sixième saison (2018)
La saison est diffusée le vendredi du 16 mars au 13 avril 2018.
1. Témoin aveugle
2. À revers
3. Jardin secret
4. Bang bang
5. Sur les quais (1/2)
6. Sur les quais (2/2)
7. Fenêtre sur chambre
8. Une histoire de famille
9. L'œuvre de Dieu, la part du diable
10. Les Fantômes du Passé

### Septième saison (2019)
La saison est diffusée le vendredi à compter du 15 mars 2019.
1. Les origines (1/2)
2. Les origines (2/2)
3. La pêche miraculeuse
4. Mise à nu
5. Portrait craché
6. Harcèlement
7. Chemin de Compostelle
8. Vertiges

### Huitième saison (2020)
La saison est diffusée le vendredi du 24 janvier 2020 au 7 février 2020. 
1. Larmes de combat
2. Prédictions
3. La 13ème victime
4. Mystification
5. Dernier bal
6. Belle à crever